# クラウンローチ
クラウンローチ（学名：Chromobotia macracanthus）は、コイ目アユモドキ科に分類される魚類の一種。東南アジアの淡水に生息する。

## 分類と名称
1852年、ピーター・ブリーカーによってCobitis macracanthusとして記載され、その後の1989年にBotia属に分類された。2004年、Botia属から独立し、本種のみが含まれる 単型属 Chromobotia に分類された。学名は「棘のあるカラフルな魚」という意味。アクアリウムにおける愛称である「クラウンローチ」とは、その特徴的なオレンジ色と黒褐色の縞が交互に入る模様をピエロ(clown)の衣装の柄に例えたものである。

## 分布と生息地
インドネシアのスマトラ島とボルネオ島に分布。清流を好むが、モンスーンによる洪水の為、1年の内7ヶ月は濁った川や湖に生息せざるを得ない。繁殖期には小さな川に移動する。

## 形態
体長は通常15 - 20 cm、最大30 cm。体は側扁し、背面はアーチ状で腹面は直線的。頭部は比較的大きく、口は下向きで4本のヒゲがある。繁殖や警戒の際、咽頭歯を擦り合わせ音を出す。体色はオレンジ色で、黒褐色の太い縦縞が3本入る。また島によって体色が異なる。性的二型があり、雄の尾鰭の先端は僅かに内側に湾入するが、雌は直線的である。目の下には可動性の鋭い棘がある。

## 生態
底魚であり、暗所を好む。横向きや逆さに泳ぐこともある。昆虫、甲殻類、藻類を捕食する。繁殖は雨季の初めに起こる。寿命は飼育下では30年を超えることもある。

## 人との関わり
観賞魚として古くより知られている。性質は温和だが、好奇心が強いため同種や他種の魚とトラブルを起こすこともある。人工餌でもよく食べるが、水槽の底で生活するため底に沈む錠剤状の餌が好ましい。また、個体のサイズによってはメダカなどの小魚も捕食する。また横になって寝ている姿を水槽で見かけることもある。観賞魚として飼育するため大量の個体が捕獲されており、個体数の減少を防ぐため飼育下繁殖が進められてきた。